# Ali Pasha
Ali Pasha af Tepelana (født ca. 1741, død 24. januar 1822) var en albansk fyrste. Ali Pasha var stærkt omdiskuteret på sin tid. Han søgte at opnå selvstyre inden for det osmanniske rige og søgte forbindelse til Frankrig. Han blev nedkæmpet af osmannerne og henrettet.
Adskillige har skrevet om Ali Pasha, således Lord Byron og Peter Oluf Brøndsted der begge mødte ham. 
Ismail Kadaré har skrevet romanen Nichen i muren om ham. 